# Cala d'oro
La Cala d'oro, (Cala d'oru en langue corse), est une crique rocheuse (cala), abritée des vents de sud et d'ouest, située au bord de la mer Méditerranée, à trois kilomètres au sud de la ville et du port de Solenzara, en Corse-du-Sud.
La plage est constituée de galets provenant de la rivière de Cala d'oru ; ces galets sont parfois recouverts d'un minerai qui leur donne des reflets à la couleur de l'or. L'accès en bateau se fait en toute sécurité par le sud de la crique, Punta di l'oru, car au nord se trouve un dangereux écueil.
Cette crique, inscrite au nombre des sites remarquables du littoral corse, a conservé toute son authenticité et est réputée pour la beauté de ses fonds marins souvent explorés par les plongeurs. Depuis la crique, un sentier serpente vers le village de Sari-di-Porto-Vecchio et traverse la RT 10 (ex-RN 198), dont le tracé suit celui d'une voie romaine. Les habitants de Sari utilisaient jadis ce sentier pour accéder à la mer. Il est vraisemblable que cet abri, de même que celui de Favone, étaient utilisés déjà à l'époque romaine. Par beau temps, il n'est pas rare d'apercevoir au large Montecristo, une des îles de l'archipel toscan.

## Histoire
Les "Cent-Jours" désignent la période de l'Histoire de France comprise entre le 1er mars 1815 date du retour en France de l'empereur Napoléon Ier et le 22 juin 1815 date de la seconde abdication de Napoléon Ier. 
En février 1815, Napoléon envoyait de l'Île d'Elbe en Corse un " Comité d'exécution " comprenant le colonel Ordioni, le chef de bataillon Poli, le médecin Tavera et l’abbé Renucci. Ce groupement avait pour mission de favoriser le soulèvement de la Corse et d’en chasser le Gouverneur Royal de la Corse Bruslart. 
Le 3 mars 1815, la petite expédition bonapartiste abordait la Corse et débarquait sur la plage de Cala d’Oro, proche de Sari di Porto vecchio; Le chef de bataillon Poli, proclamant l’insurrection, rassemblait 5 000 Gardes nationaux. 
Fin mars 1815, plusieurs milliers de paysans corses se soulevaient pour empêcher le gouverneur royal Bruslart de livrer l’île aux Anglais. Ils étaient commandés par les généraux Casalta et Moroni et par les colonels Suzzoni et Casabianca. 
Le 29 mars 1815, Bruslart, malgré les nouvelles défavorables reçues de France se portait à la tête de 700 hommes contre les insurgés Corses. Mais ses troupes étaient peu sûres. Il essayait en vain de négocier, puis battait en retraite et se réfugiait à Bastia.
Le 30 mars 1815  une réunion des autorités civiles et militaires à Bastia décidait d’éloigner Bruslart pour donner le commandement au général Simon. Bruslart s’embarquait alors sur la corvette l’Egérie vers Toulon. Après le départ de Bruslart,le général Simon publiait une proclamation demandant aux Corses d’attendre les nouvelles de France. Début avril 1815, ayant appris le succès de Napoléon, le général Simon faisait hisser le drapeau tricolore.
Enfin le 26 avril 1815, les troupes des  généraux Bruni et Stieler basées à Ajaccio, privées de vivres, cessaient le combat et toute la Corse se ralliait à l'Empereur ". En février 1816, un dernier soulèvement bonapartiste avait lieu, "la guerre du Fiumorbo" , menée par le Commandant Poli. 
Malgré leur importance et leur résolution, et après une farouche résistance, les partisans de Napoléon, pourtant invaincus, mais assurés de l'amnistie générale, quittaient la Corse.